# Трибано
Трибано (итал. Tribano) је насеље у Италији у округу Падова, региону Венето.
Према процени из 2011. у насељу је живело 3246 становника. Насеље се налази на надморској висини од 4 м.

## Становништво
Према резултатима пописа становништва 2011. у општини је живело 4.431 становника.
| 1931. | 1936. | 1951. | 1961. | 1971. | 1981. | 1991. | 2001. | 2011. |
| ----- | ----- | ----- | ----- | ----- | ----- | ----- | ----- | ----- |
| 5.387 | 5.795 | 5.749 | 4.267 | 3.865 | 3.901 | 3.813 | 3.992 | 4.431 |